# Padaherang (Angsana)
Padaherang is een bestuurslaag in het regentschap Pandeglang van de provincie Banten, Indonesië. Padaherang telt 2280 inwoners (volkstelling 2010).